# Instant Funk
Instant Funk war eine US-amerikanische Disco- und Funk-Band der späten 1970er und frühen 1980er Jahre, der mit Got My Mind Made Up (You Can Get It Girl) nur ein internationaler Hit gelang. Sie werden daher in der Regel als One Hit Wonder angesehen.

## Werdegang
Die Gruppe wurde Mitte der 1970er Jahre gegründet und stand zunächst bei Philadelphia Records unter Vertrag und veröffentlichte ihre Platten auf dem Schwesterlabel TSOP. Die erste Single Float Like a Butterfly erschien 1975, das Debütalbum Get Down with the Philly Jump folgte im Jahr darauf. Anfang 1977 gelang Instant Funk mit It Ain’t Reggae But It’s Funky der erste Achtungserfolg in den amerikanischen Disco-Charts. Sie sangen außerdem im Background für Bunny Sigler. Weitere kommerzielle Erfolge blieben jedoch aus und die Band verlor bald schon wieder ihren Plattenvertrag.
Ein Wechsel zum auf Disco spezialisierten Label Salsoul Records brachte die Wende. Schon die erste Single kam sowohl bei den Pop- als auch bei den R&B- und Disco-Fans an. Got My Mind Made Up (You Can Get It Girl) schaffte den Sprung unter die amerikanische Top-20 und war darüber hinaus ein Platz eins in den R&B- und Disco-Charts. Sowohl für diesen Hit wie auch für das schlicht Instant Funk betitelte zweite Album erhielt die Band Instant Funk eine Gold-Auszeichnung. Got My Mind Made Up (You Can Get It Girl) platzierte sich im Anschluss auch in den niederländischen, belgischen und britischen Hitlisten. Exakt in der Mitte von Funk und Disco, entwickelte sich das Lied insbesondere aufgrund der „Say What“-Ausrufe im Refrain zum Klassiker, sollte aber der einzige große Crossover-Erfolg für das Ensemble bleiben.
Zwischen 1979 und 1983 gelangen der Gruppe immerhin neun Hits in den amerikanischen R&B-Charts: Witch Doctor (1979) und No Stoppin’ that Rockin’ (1983) schafften noch den Sprung unter die Top-40. Auch in den Disco-Charts gelangen weitere Erfolge. Nach einem letzten Album für Salsoul im Jahre 1983 brach die Band auseinander.

## Diskografie

### Studioalben
| Jahr | Titel          | Höchstplatzierung, Gesamtwochen, AuszeichnungChartplatzierungen (Jahr, Titel, Platzierungen, Wochen, Auszeichnungen, Anmerkungen) | Höchstplatzierung, Gesamtwochen, AuszeichnungChartplatzierungen (Jahr, Titel, Platzierungen, Wochen, Auszeichnungen, Anmerkungen) | Anmerkungen                |
| Jahr | Titel          | UK | US | Anmerkungen                |
| ---- | -------------- | --- | --- | -------------------------- |
| 1979 | Instant Funk   | — | US12 Gold · (22 Wo.)US | Erstveröffentlichung: 1979 |
| 1980 | Witch Doctor   | — | US129 (13 Wo.)US | Erstveröffentlichung: 1980 |
| 1980 | The Funk Is On | — | US130 (6 Wo.)US | Erstveröffentlichung: 1980 |
| 1982 | Looks So Fine  | — | US147 (7 Wo.)US | Erstveröffentlichung: 1982 |

Weitere Veröffentlichungen:
- 1976: Get Down with the Philly Jump
- 1983: Instant Funk V
- 1983: Kinky
- 1996: Greatest Hits
- 1997: The Best of
- 2006: The Anthology
- 2006: I Got My Mind Made Up

### Singles
| Jahr | Titel Album                                              | Höchstplatzierung, Gesamtwochen, AuszeichnungChartplatzierungen (Jahr, Titel, Album, Platzierungen, Wochen, Auszeichnungen, Anmerkungen) | Höchstplatzierung, Gesamtwochen, AuszeichnungChartplatzierungen (Jahr, Titel, Album, Platzierungen, Wochen, Auszeichnungen, Anmerkungen) | Anmerkungen                       |
| Jahr | Titel Album                                              | UK | US | Anmerkungen                       |
| ---- | -------------------------------------------------------- | --- | --- | --------------------------------- |
| 1979 | I Got My Mind Made Up (You Can Get It Girl) Instant Funk | UK46 (5 Wo.)UK | US20 Gold · (18 Wo.)US | Erstveröffentlichung: Januar 1979 |